# Waschhaus (Limours)

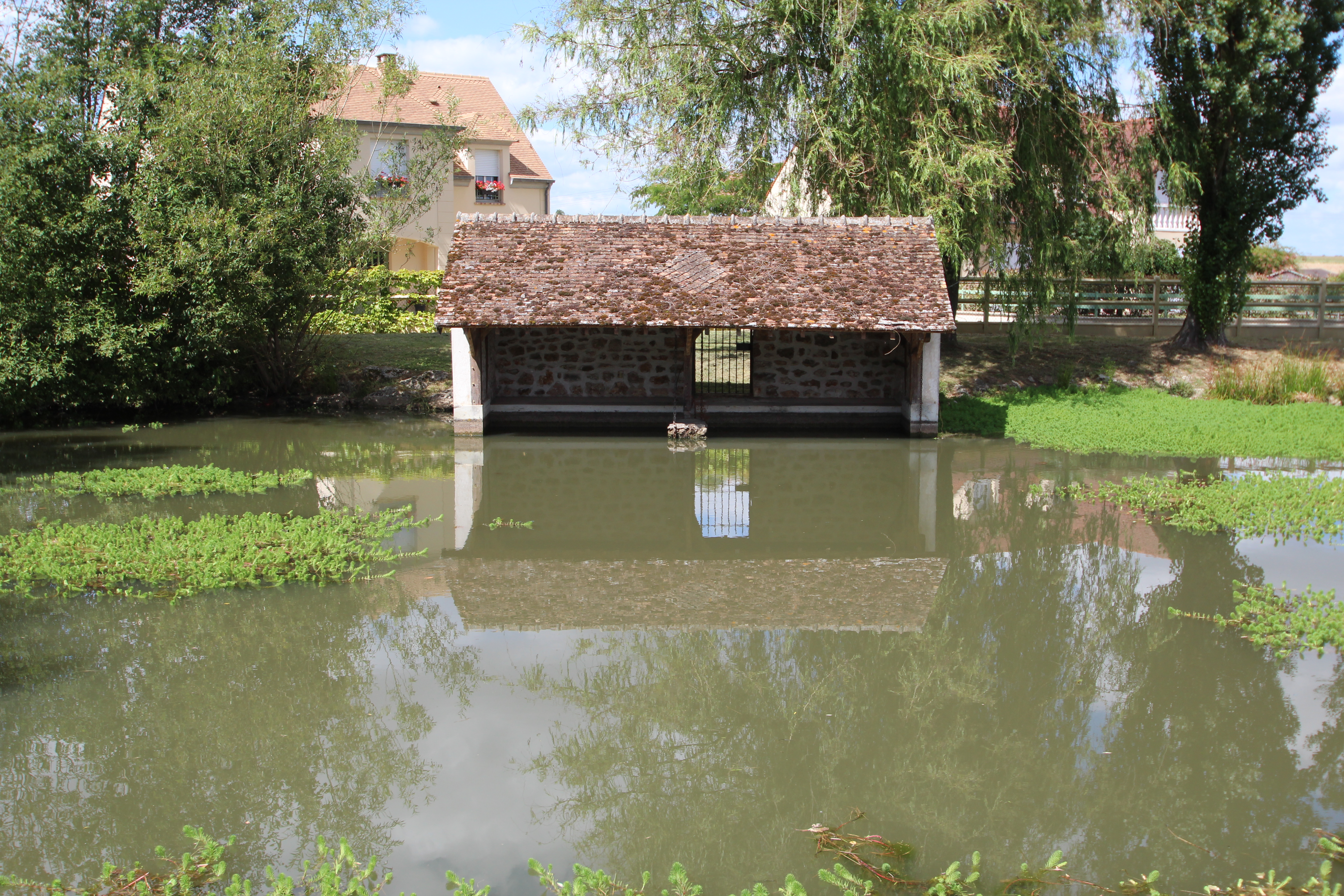
Waschhaus in Limours

Das Waschhaus (französisch lavoir) in Limours, einer französischen Gemeinde im Département Essonne in der Region Île-de-France, wurde 1870 errichtet.  
Das öffentliche Waschhaus an einem Weiher wird auch als Lavoir du Cormier, nach dem Wohnplatz Le Cormier, bezeichnet. 
Das Gebäude aus Bruchsteinmauerwerk und einem Satteldach besitzt eine Vorrichtung, um den Holzboden dem Wasserniveau anzugleichen.